# زراعة خاضعة للرقابة

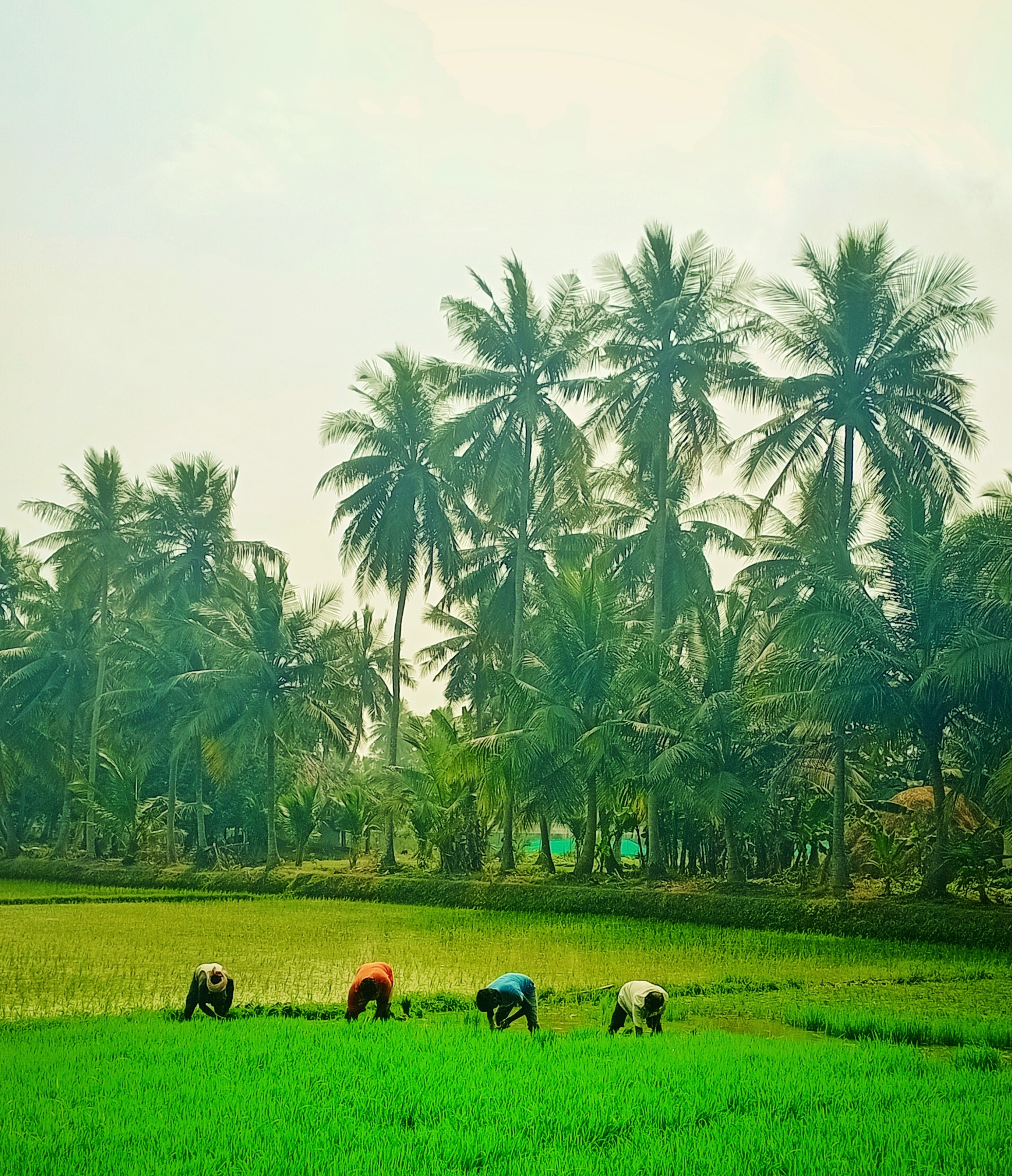
أنشطة زراعية مدعومة بالتقنيات في إطار الزراعة الخاضعة للرقابة

تعتبر الزراعة الخاضعة للرقابة (CEA) نهجًا قائمًا على التكنولوجيا تجاه إنتاج الغذاء. الهدف منها هو توفير الحماية والحفاظ على ظروف النمو المثلى طوال عملية تطوير المحصول. يتم الإنتاج داخل هيكل مغلق مثل دفيئة أو مبنى. غالبًا ما تزرع النباتات باستخدام طرق الزراعة المائية من أجل توفير كميات مناسبة من الماء والمغذيات لمنطقة الجذر. تعمل الزراعة في بيئة محكومة على تحسين استخدام الموارد مثل المياه والطاقة والفضاء ورأس المال والعمالة. وتشمل التكنولوجيات الزراعة المائية، تربية الأحياء المائية، والأكوابونيكس. تتوفر تقنيات مختلفة لزراعة الغذاء في الزراعة البيئية الخاضعة للرقابة. الخيار الأكثر قابلية للتطبيق هو الزراعة الرأسية. الزراعة الرأسية لديها القدرة على إنتاج المحاصيل على مدار السنة في بيئة خاضعة للرقابة، مع إمكانية زيادة الغلة عن طريق تعديل كمية الكربون والمغذيات التي تتلقاها النباتات. بالنظر إلى الزراعة الحضرية ، يمكن أن توجد الزراعة الخاضعة للرقابة داخل المباني الموجودة بالفعل، مثل المباني المهجورة المعاد تخصيصها.